# Rosaline
Rosaline (bra: Rosalina) é um filme de comédia romântica americano dirigido por Karen Maine, com roteiro de Scott Neustadter e Michael H. Weber, e estrelado por Kaitlyn Dever, Isabela Merced, Kyle Allen, Bradley Whitford e Minnie Driver. É baseado no romance When You Were Mine de Rebecca Serle, que, por sua vez, foi inspirado em Romeu e Julieta de William Shakespeare.
O filme foi lançado em 22 de outubro de 2022 no Hulu nos Estados Unidos, Disney+ internacionalmente e Star+ na América Latina.

## Premissa
Rosaline é uma versão cômica e revisionista de Romeu e Julieta, pois vemos "a história de amor mais famosa já contada" através dos olhos da prima de Julieta, Rosalina, uma jovem afiada, mas idealista – que por acaso é a ex recente de Romeu. O que começa como uma tentativa de frustrar o famoso romance e reconquistar seu namorado, se torna uma jornada de autodescoberta enquanto ela finalmente trabalha para ajudar a reunir os amantes desafortunados.

## Elenco
- Kaitlyn Dever como Rosalina
- Isabela Merced como Julieta
- Kyle Allen como Romeu
- Bradley Whitford como Friar Laurence
- Spencer Stevenson como Paris
- Sean Teale como Dário
- Minnie Driver como A Enfermeira
- Miloud Mourad Benamara como Custodiante

## Produção

### Desenvolvimento
Em maio de 2021, foi anunciado que a 20th Century Studios havia escolhido o filme, depois de inicialmente iniciar o desenvolvimento na MGM. Também foi anunciado que Karen Maine havia sido contratada para dirigir o filme baseado em um roteiro de Scott Neustadter e Michael H. Weber, que por si só é baseado no livro When You Were Mine de Rebecca Serle.

### Seleção de elenco
Em maio de 2021, foi anunciado que Kaitlyn Dever havia sido escalada para o papel-título. Mais tarde, em junho de 2021, foi anunciado que Isabela Merced havia sido escalada como Julieta. Em julho de 2021, Kyle Allen foi escalado como Romeu. Nesse mesmo mês, Bradley Whitford foi escalado. Em agosto, Minnie Driver assinou contrato para interpretar A Enfermeira da história original.

### Filmagens
As filmagens começaram em setembro de 2021.

## Lançamento
Rosaline foi lançado em 22 de outubro de 2022 no Hulu nos Estados Unidos, Disney+ internacionalmente, Disney+ Hotstar no Sudeste Asiático e Star+ na América Latina.